# Mineral de Pozos
Mineral de Pozos, oficialmente San Pedro de los Pozos, es una delegación municipal del estado de Guanajuato, México, que pertenece al municipio de San Luis de la Paz, que en el pasado tuvo un gran auge minero pero cuyo declive ocasionó el despoblamiento de la localidad que presentó signos de abandono. El 16 de febrero de 2012 fue declarado Pueblo Mágico como parte del programa federal que reconoce a los pueblos con una gran riqueza cultural, gastronómica o artística.

## Historia

### Época prehispánica y conquista
La zona donde se encuentra Mineral de Pozos no tenía asentamientos de importancia; estaba habitada por tribus nómadas chichimecas, huachichiles, copuces, guaxabanes y pames.
La presencia europea en la zona se da hasta el año de 1576, cuando llegan los primeros jesuitas para evangelizar a la población local. En ese entonces, la zona recibió el nombre de «Palmar de Vega».
En 1590, el virrey don Luis de Velasco y Castilla, envió a Gonzalo de Tapia, misionero de la Compañía de Jesús para someter a la población local. El religioso contaba con conocimiento tanto del idioma como de las costumbres locales. A él se le atribuye la fundación de la Parroquia de San Luis Rey.
Luego de vivir dos años entre ellos, logró convencerlos de que se convirtiesen al catolicismo y se sometiesen a la corona española. De esta manera, la pacificación y el consiguiente dominio español fue consolidado de manera definitiva.

### Después de la independencia
Una vez consumada la independencia, el presidente Santa Anna decretó el «Territorio Federal de la Sierra Gorda», la cual era como cabecera la ciudad de San Luis de la Paz. Una vez que se dividió el territorio en 2 distritos, 5 partidos y 10 municipalidades, Mineral de Pozos pasó a ser parte del Distrito y Partido de San Luis la Paz, siendo una de las 9 municipalidades.
Una vez fragmentado este territorio, por sus altos costos de mantenimiento, Mineral de Pozos pasó a ser parte del municipio de San Luis de la Paz de manera permanente.
Llegó a tener hasta 50 000 mineros en su época de auge.  En el año de 1938, un río subterráneo inundó todas las galerías y túneles de las minas y por ello fueron abandonados todos los trabajos de minería, y el pueblo se despobló.

## Turismo
Es un importante pueblo del estado de Guanajuato en materia de turismo, ya que es un Pueblo Mágico.
La distancia a la capital del estado, Guanajuato, es de 114.8 km, y a León, Guanajuato, de 183 km.